# Whaddon (Stroud)
Whaddon – wieś w Anglii, w Gloucestershire. Leży 5 km od miasta Gloucester i 153 km od Londynu. W 1931 roku civil parish liczyła 438 mieszkańców. Whaddon jest wspomniana w Domesday Book (1086) jako Wadune.